# ダンクマール・アドラー

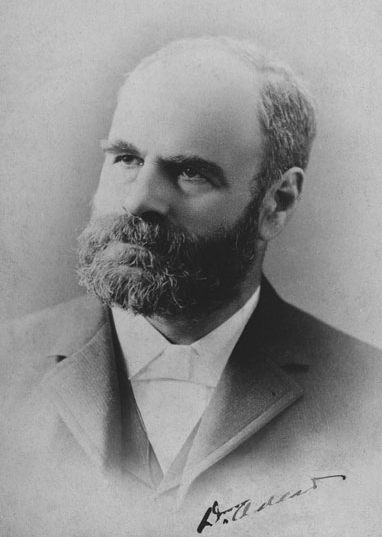
ダンクマール・アドラー

ダンクマール・アドラー（Dankmar Adler, 1844年7月3日 - 1900年4月16日）はドイツ生まれ、シカゴで活躍した建築家である。ユダヤ人。ルイス・サリヴァンと共同で多くの作品を残した。
シカゴ派の代表的な建築家の一人であり、1871年のシカゴ大火後の復興に尽力した。当時、シカゴ・フレームと呼ばれた、鉄製のラーメン構造の普及に果たした功績は大きく、後の超高層建築技術発展への礎を築いた。フランク・ロイド・ライトの師であり、ライトから「アメリカの建築家」「偉大な棟梁」と讃えられた。

## 代表作
- ギャランティ・ビル（ニューヨーク州バッファロー）
- シカゴ証券取引所ビル（イリノイ州シカゴ1894年-1972年）
- オーディトリアム・ビル（イリノイ州シカゴ1889年）